# Morrison (Automobilhersteller)

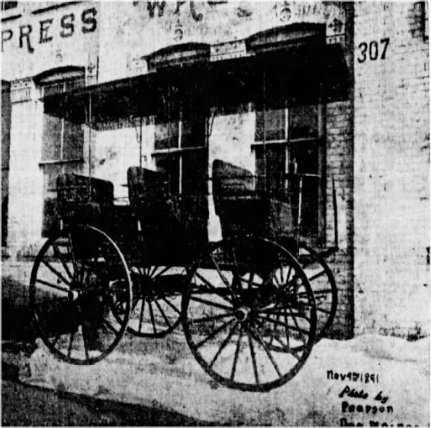
Fahrzeug von 1888

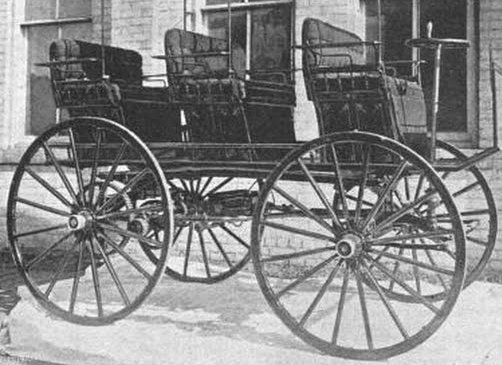
Fahrzeug von 1891

Morrison war ein US-amerikanischer Hersteller von Automobilen.

## Unternehmensgeschichte
William Morrison war ein Erfinder. Er erhielt im Laufe seines Lebens 87 Patente. 1888 oder 1890 stellte er in Des Moines in Iowa sein erstes Automobil her. Weitere folgten. Der Markenname lautete Morrison, evtl. mit dem Zusatz Electric. 1895 endete die Produktion. Laut einer Quelle entstanden etwa zwölf Fahrzeuge.

## Fahrzeuge
Alle Fahrzeuge waren Elektroautos.
Das erste Fahrzeug entstand mit Hilfe der Des Moines Buggy Company. Es erfüllte die Erwartungen nicht.
Das zweite Fahrzeug folgte sechs Monate später. Die Shaver Carriage Company war am Bau beteiligt. Es wurde erstmals der Öffentlichkeit anlässlich der Parade Seni Om Sed präsentiert. Der Elektromotor leistete 4 PS. Er war unterhalb des sechssitzigen Aufbaus montiert und trieb die Hinterachse an. Die Batterien befanden sich unter dem Sitz. Harold Sturges kaufte das Fahrzeug für 3600 US-Dollar. Er zeigte es auf mehreren Veranstaltungen. Außerdem war er damit für den Chicago Times Herald Contest gemeldet.
Zu den folgenden Fahrzeugen bis 1895 liegen keine Daten vor.